# Taiko

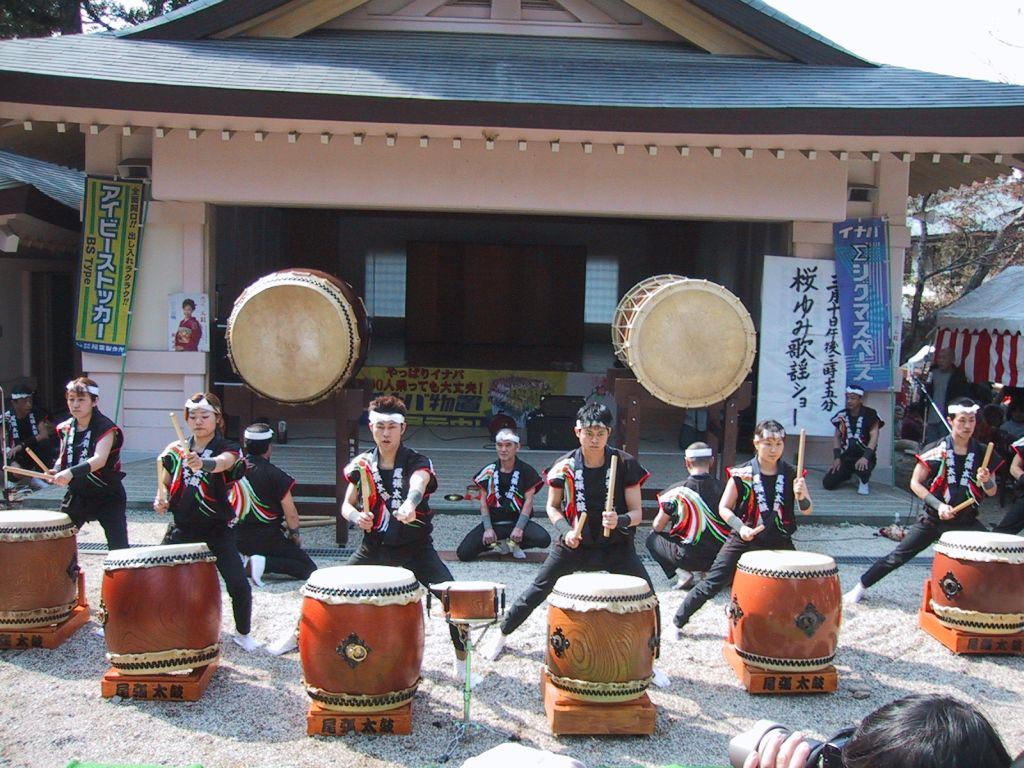
Występ zespołowy (kumi-daiko) w prefekturze Aichi

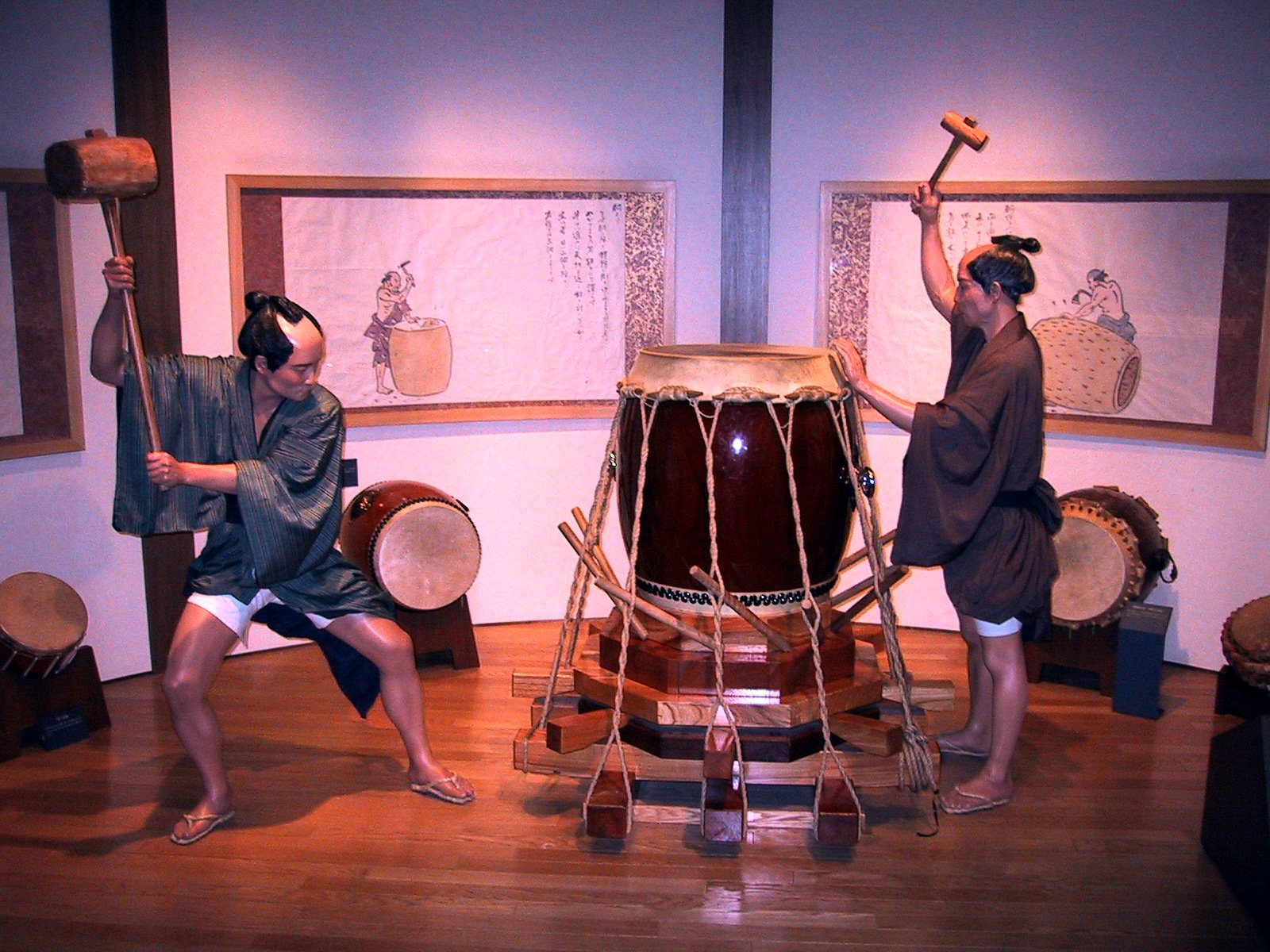
Wystawa prezentująca wyrób taiko

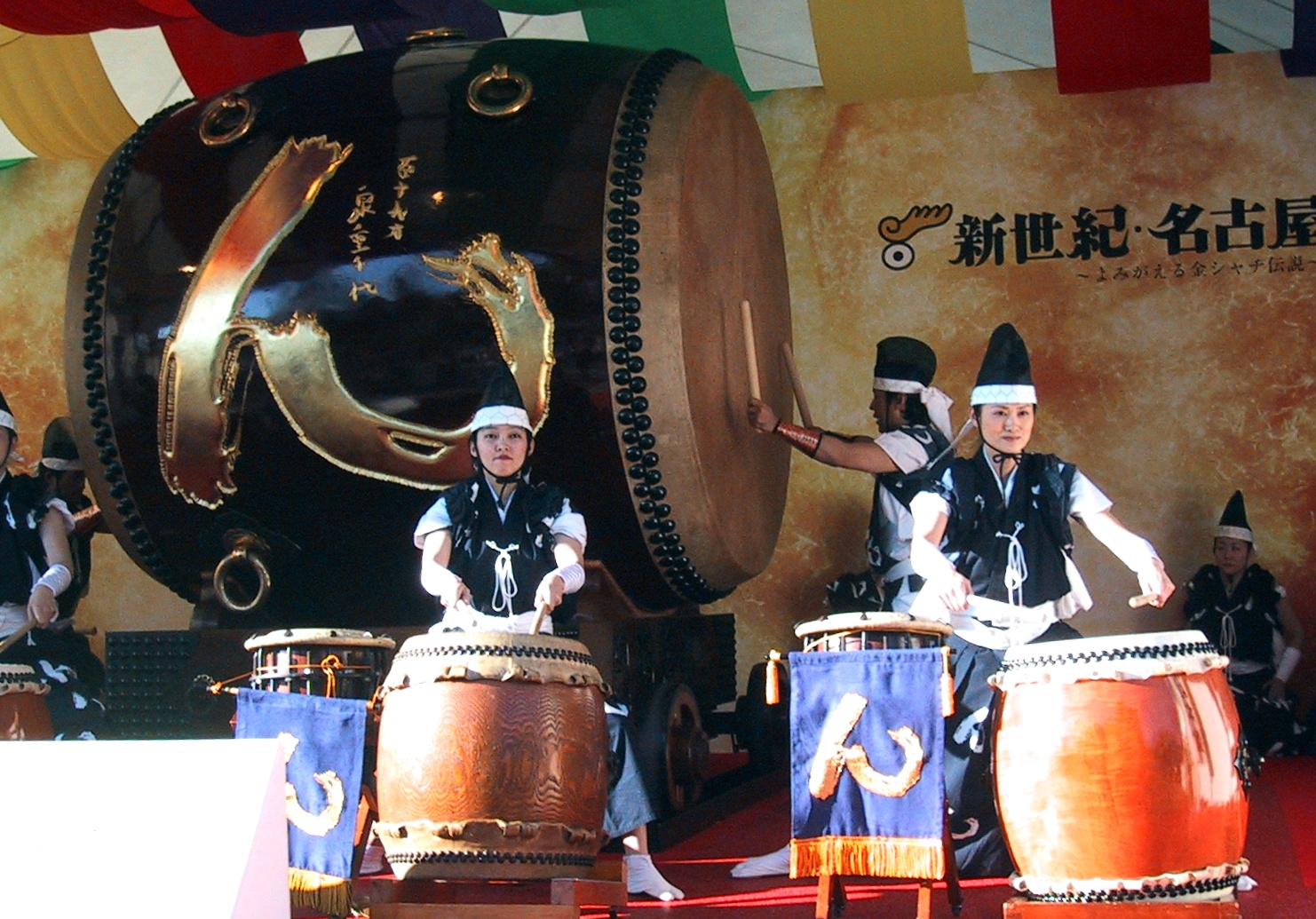
W głębi olbrzymi bęben o długości 2,4 m, średnicy 2,4 m (w części środkowej) i wadze ok. 3 ton; wykonany z jednego kawałka drewna, pozyskanego z 1200-letniego drzewa

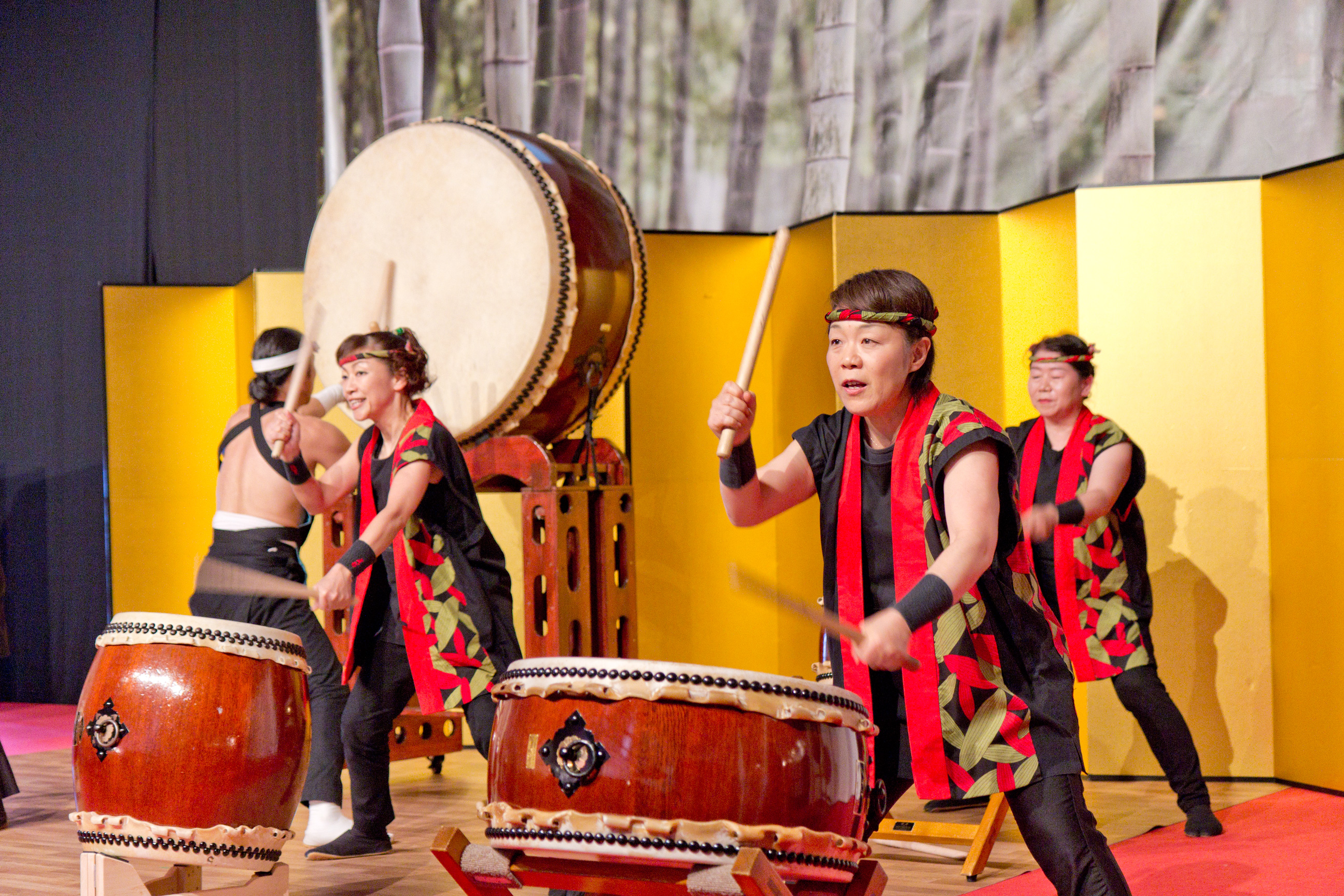
Hira-daiko, na pierwszym planie i w głębi

Taiko (jap. 太鼓; bęben) – japoński instrument perkusyjny.

## Historia
Bębny są używane w Japonii od wieków. Według relacji historycznych z 588 r. n.e., Japończycy w młodym wieku podróżowali do Korei, aby uczyć się gry na kakko (instrumentach zapoczątkowanych we wschodnich Chinach). Instrumenty docierały do Japonii w różnym charakterze, postaci i wielkości z Indii, Chin i Korei. W świątyniach buddyjskich są głosem Buddy, a w chramach shintō służą porozumieniu z kami. W przeszłości odgłos bębnów motywował wojowników do walki i kierował ich działaniami, a obecnie nadal służy rozrywce w czasie festiwali i uroczystości. Tworzy także nastrój jako akompaniament w różnych rodzajach sztuki teatralnej, jak np. nō, kyōgen i kabuki, które wpłynęły w znacznej mierze na ich rozwój. 
Poza Japonią słowo taiko jest używane przede wszystkim jako łączne określenie różnorodnych japońskich bębnów, które precyzyjniej ujmując, nazywają się wadaiko (jap. 和太鼓 „japońskie bębny”) oraz do stosunkowo młodej sztuki zespołowych występów bębniarzy taiko (kumi-daiko, 組太鼓), które powstały w latach 50. XX wieku. Pionierem był perkusista jazzowy Daihachi Oguchi (1924–2008), który zrywając z tradycyjnym podejściem do instrumentu, stworzył pierwszy zespół w 1951 roku. 
Do wyrobu bębnów używa się drewna pochodzącego m.in. z: brzostownicy japońskiej (Zelkova serrata, jap. keyaki), jesionu japońskiego (Fraxinus lanuginosa, jap. aodamo), cynamonowca kamforowego (Cinnamomum camphora, jap. kusunoki).

## Rodzaje taiko
Od strony konstrukcji bębny japońskie dzielą się na dwa rodzaje: byō-uchi-taiko i shime-daiko.
Byō-uchi-taiko (jap. 鋲打ち太鼓) są przeważnie wykonane z jednego pnia drzewa, wydrążone w środku, a do przybicia rozciągniętej skóry do korpusu bębna używa się specjalnych ćwieków wysokiej jakości (przypominają one kształtem gwoździe tapicerskie). Bębny tego typu charakteryzują się bardzo głębokim i rezonującym brzmieniem.
W przypadku shime-daiko (jap. 締め太鼓) membrany są mocowane do stalowych pierścieni o większej średnicy niż sam bęben i zaciskane linkami łączącymi i naprężającymi obie membrany.
Taiko są klasyfikowane według różnych kryteriów i jest ich wiele typów. Poniżej niektóre najbardziej znane i często używane.
Nagadō-daiko (jap. 長胴太鼓), bęben o długim korpusie) posiada membrany po obu stronach, wykonane z bardzo grubej, utwardzonej skóry bydlęcej, naciągnięte na drewniany korpus. Są one zamocowane metalowymi ćwiekami. Pierwotnie był używany w sanktuariach (zwany był także miya-daiko, „bębnem chramu”). Jest używany także w czasie lokalnych festiwali (matsuri), a w buddyjskich świątyniach jako akompaniament do śpiewu pism świętych i w czasie święta zmarłych przodków o-bon. Stał się głównym instrumentem wykorzystywanym przez zespoły kumi-daiko. Bęben jest zazwyczaj umieszczany w specjalnie zaprojektowanym dębowym stojaku. 
Tsukeshime-daiko (jap. 付締め太鼓), w skrócie shime-daiko lub shime), to bęben o dwóch membranach, tradycyjnie wykorzystuje system naprężania linkami. Obecnie jednak pojawiła się technika napinania przy pomocy śrub. Wariant ten jest preferowany przez zespoły kumi-daiko. Natomiast bębny z systemem linowym są wykorzystywane w muzyce ludowej, praktykach religijnych i festiwalach buddyjskich i shintō, muzyce dworskiej, teatrze nō i kabuki. 
Okedō-daiko (jap. 桶胴太鼓) (w skrócie okedō lub oke) może być umieszczony na stojaku i używany, jak każdy inny taiko, lecz zazwyczaj jest przywiązany do ramienia, pozwalając bębniarzowi na grę w czasie ruchu. Bębny okedō-daiko mogą mieć różne rozmiary. Od niewielkich, łatwych do noszenia, do największych wśród bębnów japońskich. Prefektura Aomori słynie z festiwalu Aomori Nebuta Matsuri, podczas którego wielu ludzi gra na ogromnych okedō wiezionych w ulicznej paradzie.
Hira-daiko (jap. 平太鼓) to bęben płaski – szerszy niż głębszy – z membraną umocowaną do korpusu ćwiekami.
Uchiwa-daiko (jap. 団扇太鼓) to niewielki bębenek ręczny, z membraną rozciągniętą na okrągłej ramie z rączką, do trzymania w jednym ręku, podobny do wachlarza liściastego uchiwa.

## Pojęcia związane z taiko
- Bachi – drewniane pałeczki do gry na taiko
- Jiuchi, inaczej ji – podstawowy rytm, akompaniament, wykorzystywany jako wsparcie dla głównego rytmu (o-uchi). Jikata to muzyk grający rytm ji
- Ma – japońskie określenie przerwy lub pauzy, jest używane do opisu chwili ciszy. W grze na taiko jest to okres pomiędzy uderzeniami[1]

## Galeria

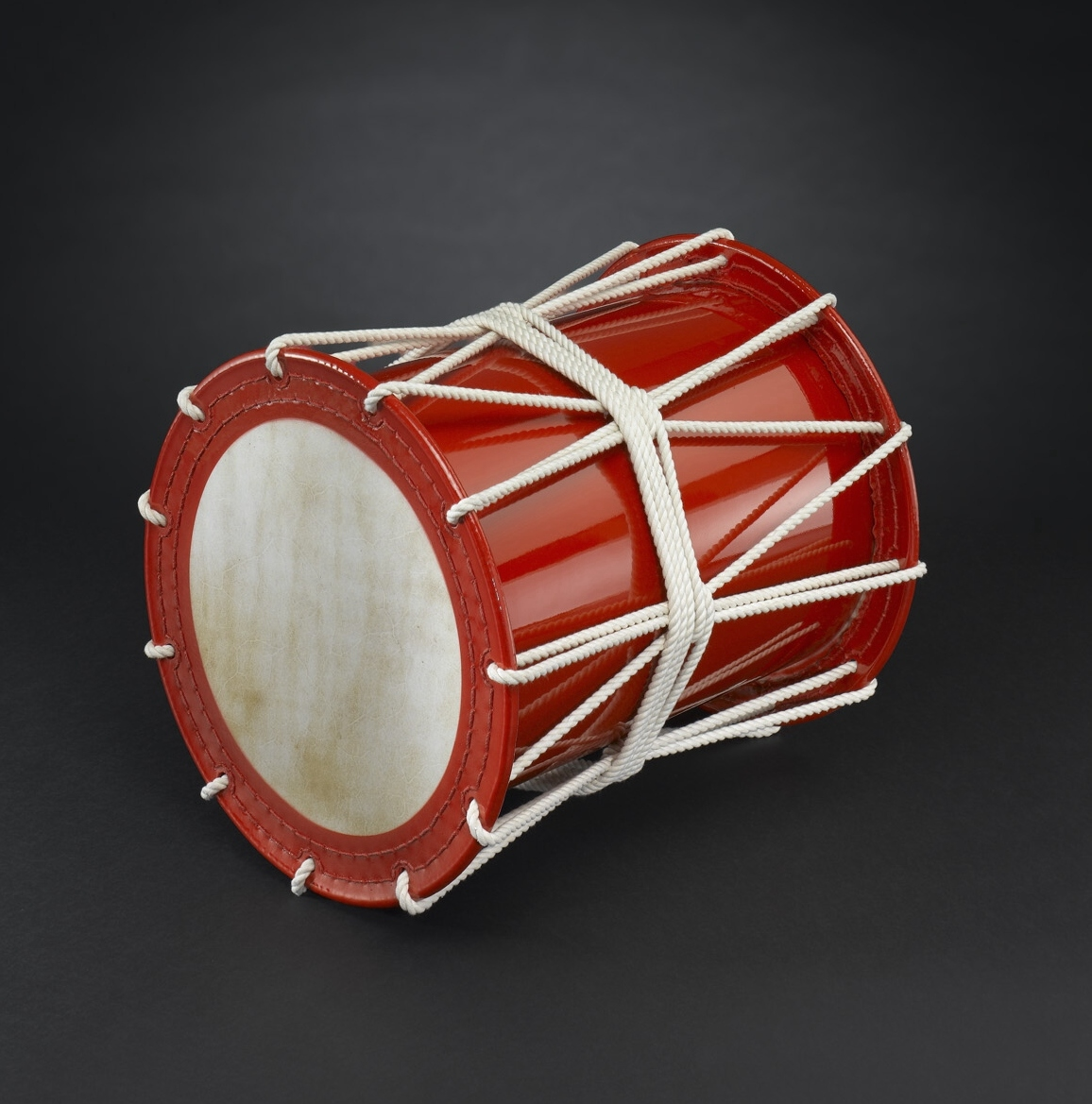
Okedō-daiko
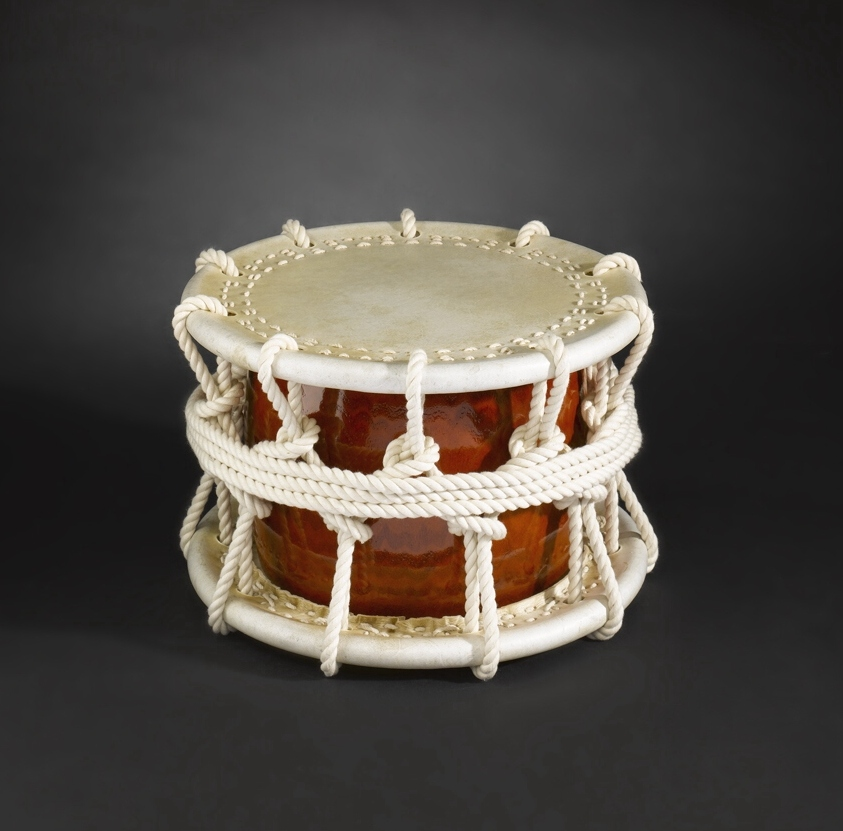
Shime-daiko
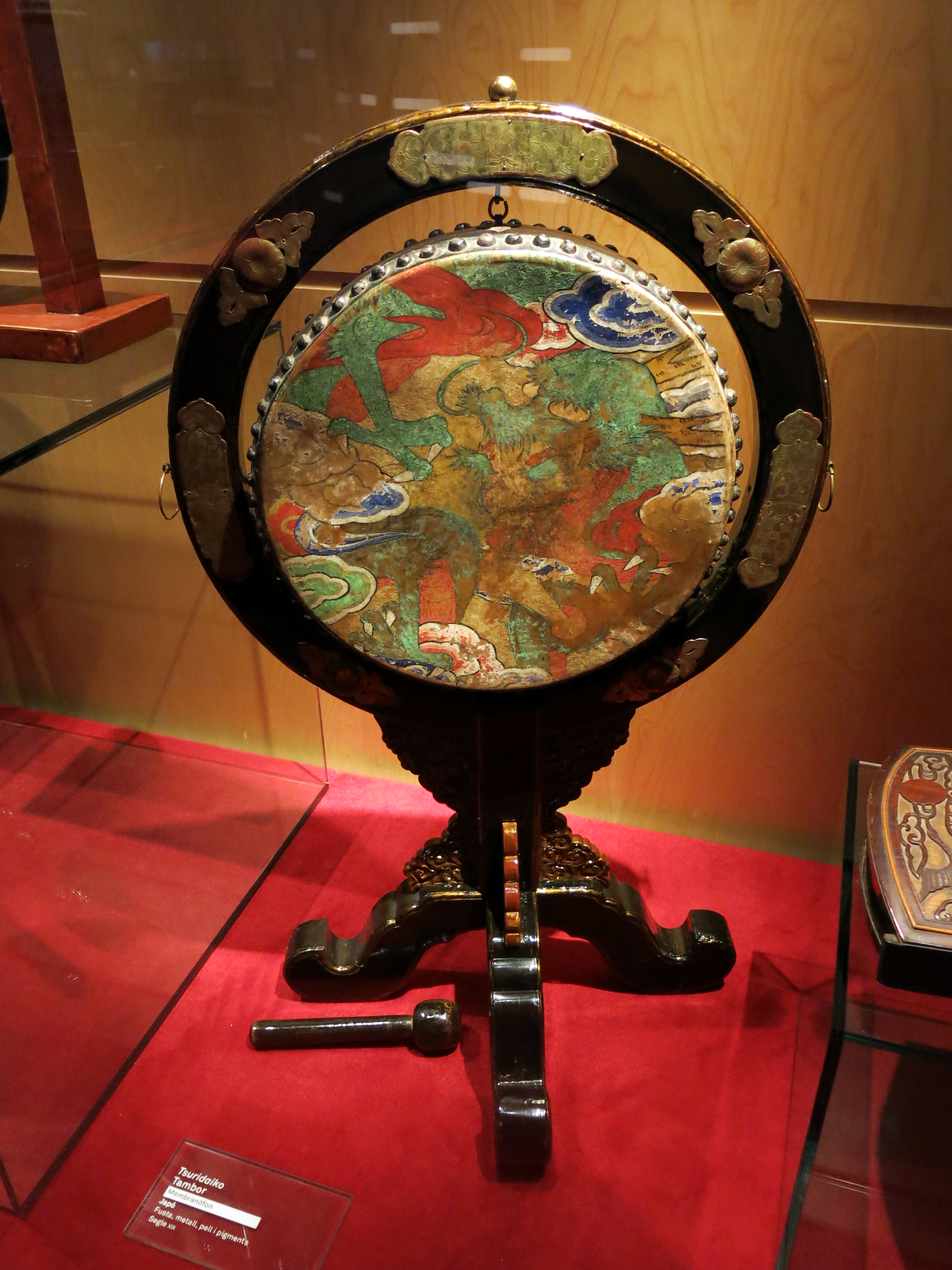
Tsuri-daiko („bęben wiszący”)
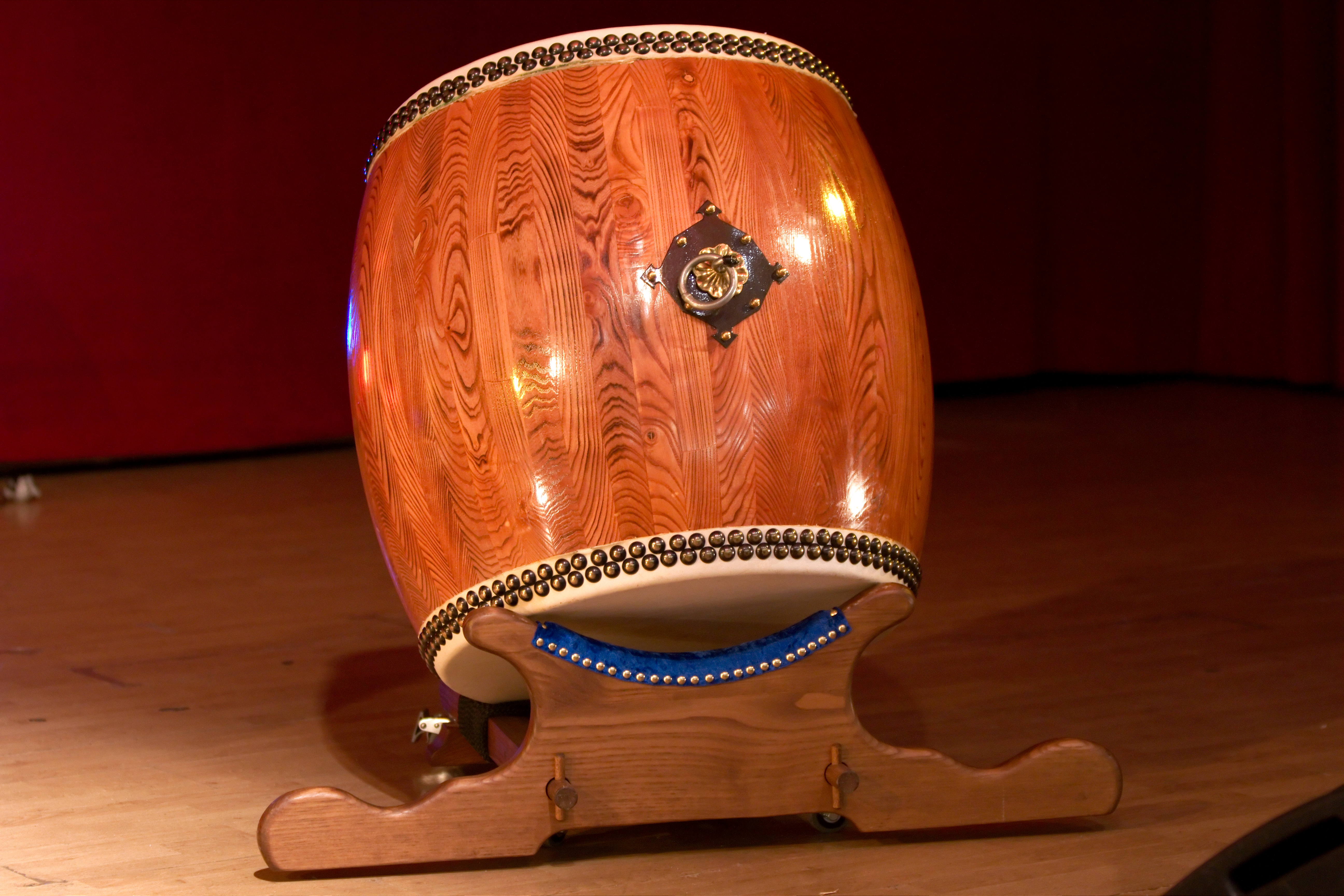
Nagadō-daiko